# Concord Records
Concord Records is een bekend Amerikaans platenlabel dat oorspronkelijk werd opgericht als Concord Jazz. Het label is in 1972 opgericht als een uitloper van het Concord Jazz Festival in Concord (Californië) door Carl Jefferson. Concord Records kocht het Fantasy Label Group in 2004 en ze kondigden in december 2006 aan dat ze via Stax Records weer muziek gingen uitgeven.